# 達紹湖

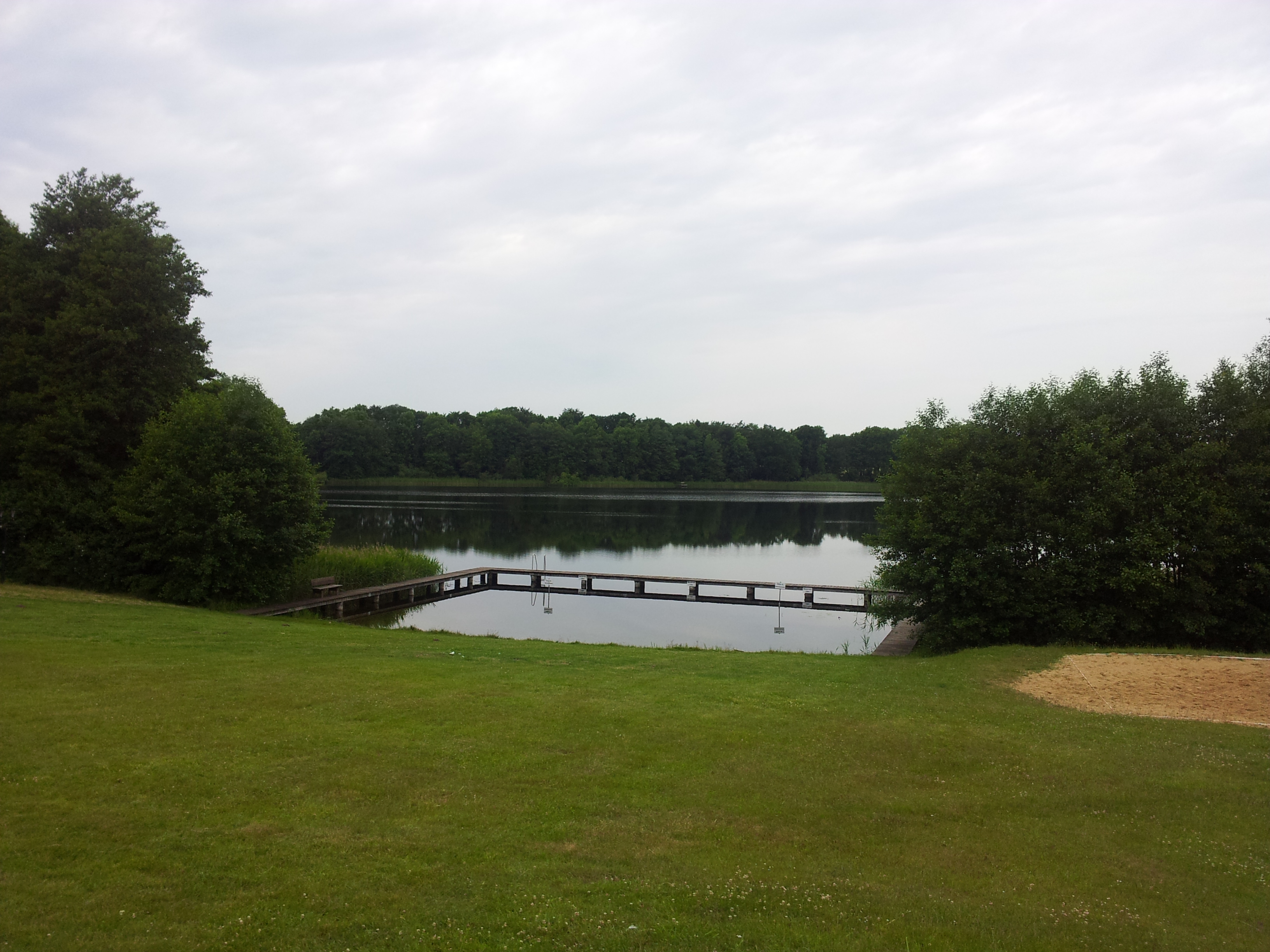

53°30′19″N 12°10′2″E / 53.50528°N 12.16722°E
達紹湖（德語：Daschower See），是德國的湖泊，位於該國東北部，由梅克倫堡-前波美拉尼亞州負責管轄，處於路德維希斯盧斯特-帕爾希姆縣，面積0.15平方公里，海拔高度56米，平均水深5.5米，最大水深11米。